# Síly působící na hřídel

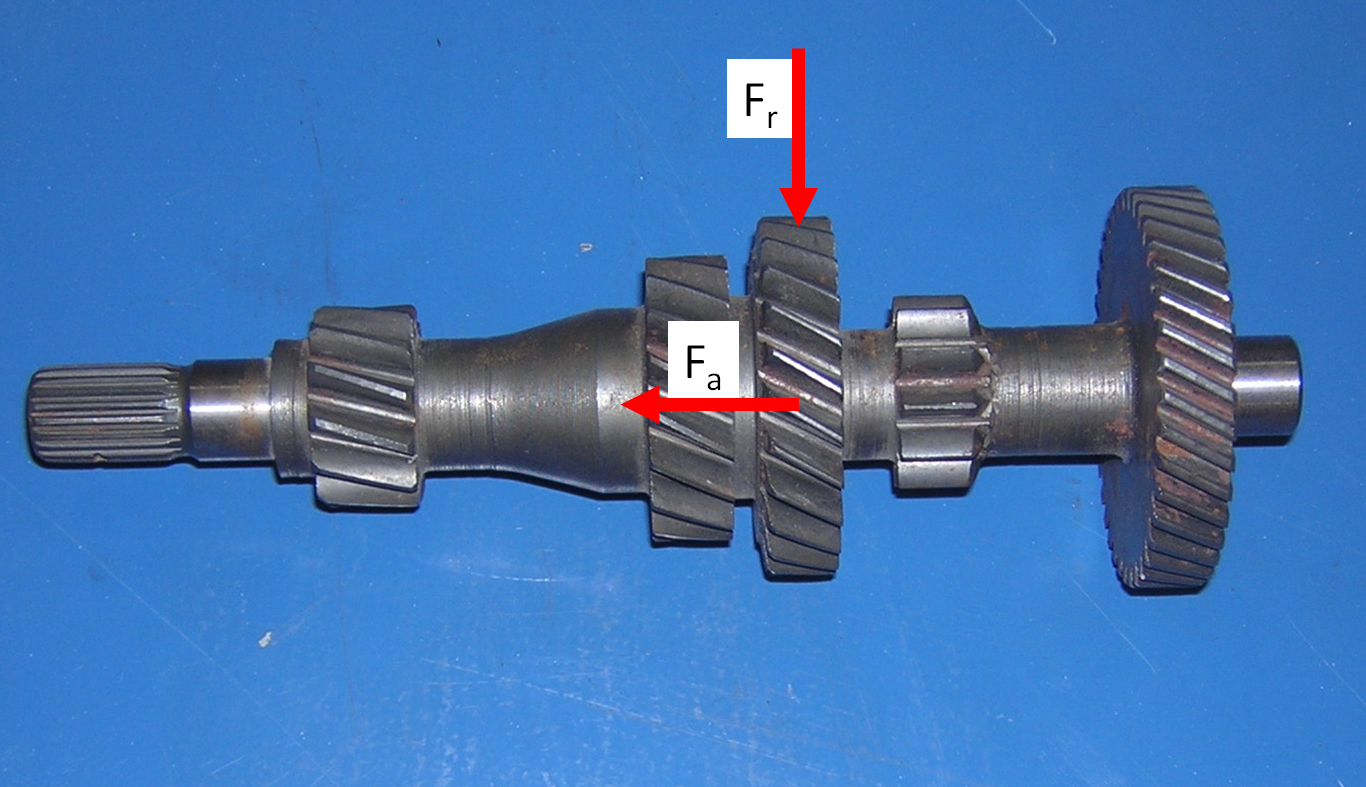
Axiální a radiální síla působící na hřídel
- Axiální síla
- Radiální síla

Na hřídel v libovolném strojním zařízení mohou působit různé síly, lišící se krom velikosti v těchto zásadních aspektech:
- Směrem síly
- Stálostí síly v prostoru

## Směr síly
Síla působící na hřídel může mít zcela obecný směr, pro strojírenskou praxi jsou ale důležité tyto tři speciální případy:
- Axiální síla.
- Radiální síla.
- Tangenciální síla.

Libovolná obecná síla, působící na hřídel, se pro výpočetní účely ve strojírenské praxi rozkládá na tyto tři složky vektorovým rozkladem.

### Axiální síla
Axiální síla, obvykle značená {\displaystyle F_{a}}, je síla působící ve směru osy hřídele. Axiální síla má tedy tendenci hřídel natahovat či stlačovat, případně posouvat.

Obecný význam slova axiální je „ve směru osy“.

### Radiální síla
Radiální síla, obvykle značená {\displaystyle F_{r}}, je síla působící kolmo k ose hřídele v rovině procházející osou hřídele. Radiální síla má tedy tendenci hřídel ohýbat.

### Tangenciální síla
Tangenciální síla, obvykle značená {\displaystyle F_{t}}, je síla působící kolmo k ose hřídele v rovině neprocházející osou hřídele. Tangenciální síla má tedy tendenci hřídelí otáčet (i ji ohýbat).

### Vztah tangenciální a radiální síly
Tangenciální sílu je možno nahradit silou radiální stejného směru a velikosti a točivým momentem {\displaystyle M}, který je možno spočíst ze vztahu:

{\displaystyle M=F_{t}\cdot r}

Kde {\displaystyle r} je vzdálenost osy hřídele od působiště síly.

## Stálost síly v prostoru
- Směr síly v prostoru se nemění – Většinový případ.Taková síla vzniká od odzubení či od pohonu řemenem.
- Směr síly v prostoru se mění – Například vyvažovací hřídel,odstředivou sílou vzniká rotující síla.

## Příklady sil

### Síly působící z ozubení s přímými zuby

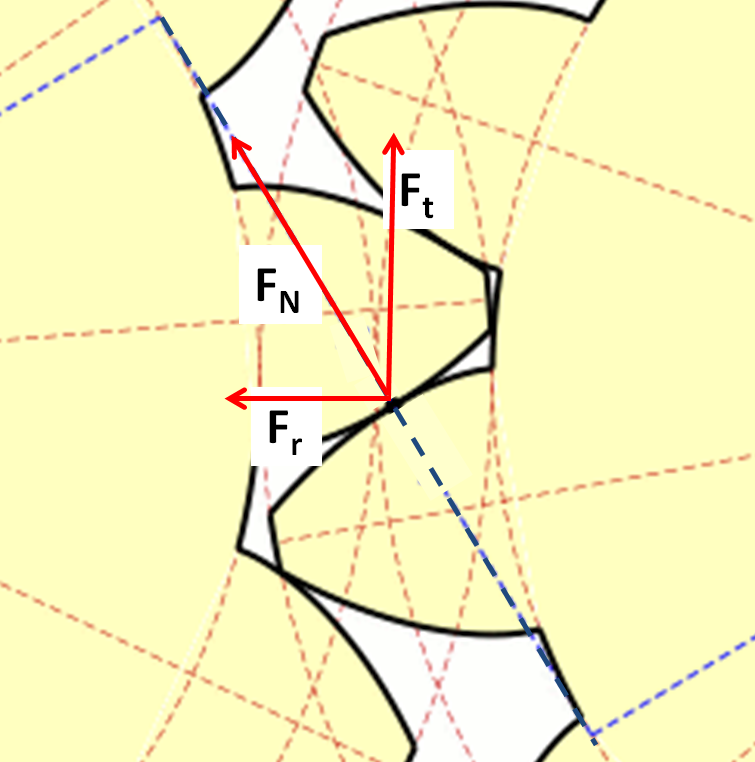
Záběr přímobokého ozubeného soukolí- síly

Při záběru kol s přímým ozubením vzniká na bocích dvojice zabírajících zubů normálová síla {\displaystyle F_{N}}, jež je kolmá na boky zubů v místě záběru. Tuto sílu je možno rozložit na radiální sílu {\displaystyle F_{r}} a tangenciální sílu {\displaystyle F_{t}}.

### Síly působící z ozubení se šikmými zuby
Při záběru kol se šikmým ozubením vzniká na bocích dvojice zabírajících zubů obecná prostorová síla, kterou je možno rozložit na radiální,tangenciální sílu a axiální. Axiální síla se projevuje tak, že pokud by hřídel nebyla zajištěna vhodným ložiskem, měla by snahu se vysunout ven.

### Síly působící z řemenu či řetězu
Pohon hřídele řemenem či řetězem je příkladem čisté tangenciální síly, jež má tendenci hřídel roztočit.